# Juanita Moore
Pour les articles homonymes, voir Moore.
Juanita Moore, née le 19 octobre 1914 à Greenwood, Mississippi et morte le 1er janvier 2014 à Los Angeles, Californie, est une actrice afro-américaine.
En 1959, elle tourne dans le Mirage de la vie (Imitation of Life) du cinéaste Douglas Sirk. L'année suivante, elle est nommée pour l'Oscar de la meilleure actrice dans un second rôle.

## Biographie

### Jeunesse
Juanita Moore naît en 1914 à Greenwood, une ville de l'État du Mississippi, et grandit à Los Angeles,,. Elle est la cadette d'une famille de huit enfants. Après avoir obtenu son diplôme d'études secondaires, elle fréquente un collège communautaire (community college). L'adolescente interrompt ses études et part pour New York, où elle devient danseuse de revue dans des boîtes de nuit de Harlem,.

### Premières apparitions à l'écran
Lors du déclenchement de la Seconde Guerre mondiale, Moore retourne en Californie et prend des cours de comédie à l'Actor's Laboratory Theatre. Elle gagne sa vie en travaillant dans un restaurant et en faisant de la figuration dans les productions d'Hollywood. Au cours des années 1940, elle apparaît dans des films musicaux comme Au pays du rythme (Star Spangled Rhythm) et Un petit coin aux cieux (Cabin in the Sky). Elle obtient ensuite ses premiers rôles parlants, mais est cantonnée dans des personnages stéréotypés de domestique, voire de membre de tribu africaine,. À la même époque, elle fait partie de l'Ebony Showcase Theatre, fondé par Nick Stewart et son épouse Edna, qui permet aux acteurs Afro-Américains de s'affranchir des stéréotypes raciaux en vigueur dans l'industrie cinématographique,.

### Imitation of Life
En 1949, Juanita Moore interprète une infirmière dans L'Héritage de la chair (Pinky), réalisé par Elia Kazan. En 1959, elle tient le rôle d'Annie Johnson dans Mirage de la vie (Imitation of Life), de Douglas Sirk,. Ce rôle de domestique dont la fille, Sarah Jane (interprétée par Susan Kohner), parvient à se faire passer pour une jeune femme blanche, la révèle au public. L'année suivante, les deux comédiennes sont nommées pour l'Oscar de la meilleure actrice dans un second rôle. Moore devient la 4e comédienne noire nommée aux Oscars après Hattie McDaniel et Ethel Waters, nommées dans la même catégorie respectivement en 1939 et 1949, et Dorothy Dandridge, nommée pour l'Oscar de la meilleure actrice en 1954.

### Fin de carrière
Par la suite, Juanita Moore peine à trouver des rôles et n'apparaîtra plus jamais dans une production du même standing,. Au cinéma, elle tourne dans des films de blaxploitation comme Abby (en) de William Girdler. Elle joue dans des dramatiques télévisées et au théâtre dans des pièces montées à Broadway et à Londres. À Los Angeles, elle se produit avec la troupe des Cambridge Players et avec celle de l'Ebony Showcase Theatre, où elle donne des cours d'art dramatique à des étudiants défavorisés,.

## Filmographie
- 1949 : L'Héritage de la chair (Pinky), de John Ford et Elia Kazan : l'infirmière
- 1951 : Discrétion assurée (No Questions Asked) de Harold F. Kress : la bonne
- 1952 : Skirts Ahoy!
- 1952 : Lydia Bailey : Marie
- 1952 : L'Affaire de Trinidad (Affair in Trinidad) de Vincent Sherman : Dominique
- 1954 : Témoin de ce meurtre (Witness to Murder) de Roy Rowland : Travailleuse à l'hôpital
- 1954 : La Sirène de Bâton Rouge (The Gambler from Natchez) de Henry Levin : la bonne d'Yvette
- 1955 : Femmes en prison (Women's Prison) de Lewis Seiler : Polyclinic 'Polly' Jones
- 1955 : Lord of the Jungle (en) : la femme de Molu
- 1955 : Pour que vivent les hommes (Not as a Stranger) de Stanley Kramer : Mrs. Clara Bassett
- 1955 : Une femme diabolique (Queen Bee) de Ranald MacDougall : Femme de ménage
- 1956 : La Rançon (Ransom !) de Alex Segal : Shirley Lorraine
- 1956 : The Opposite Sex de David Miller : Femme de ménage des toilettes
- 1956 : La Blonde et moi (The Girl Can't Help It) de Frank Tashlin : Hilda
- 1957 : Something of Value
- 1957 : L'Esclave libre (Band of Angels) de Raoul Walsh
- 1957 : Pour elle un seul homme (The Helen Morgan Story) de Michael Curtiz : Lacey
- 1957 : Bombardier B-52 (Bombers B-52) de Gordon Douglas : Clarissa, la bonne
- 1957 : The Green-Eyed Blonde : Miss Randall
- 1959 : Mirage de la vie (Imitation of Life) de Douglas Sirk : Annie Johnson
- 1961 : Tammy Tell Me True : Della
- 1962 : La Rue chaude (Walk on the Wild Side) de Edward Dmytryk : Mama
- 1963 : A Child Is Waiting : la mère de Julius
- 1963 : Papa's Delicate Condition : Ellie
- 1966 : Dominique (The Singing Nun) de Henry Koster : Sœur Mary
- 1967 : Rosie! : Nurse
- 1968 : Up Tight! : Mama Wells

- 1970 : Angelitos negros

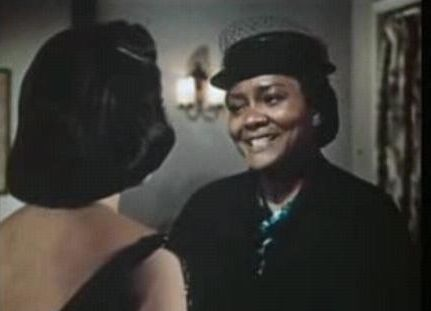
Juanita Moore joue Annie Johnson dans Mirage de la vie (1959).

- 1971 : Skin Game de Paul Bogart et Gordon Douglas : Viney (Calloway slave)
- 1973 : Le Mac (The Mack) de Michael Campus : Mère
- 1973 : Fox Style
- 1974 : Thomasine & Bushrod : Pecolia
- 1974 : The Zebra Killer
- 1974 : Abby (en) de William Girdler : Miranda 'Momma' Potter
- 1975 : Fugitive Lovers : Assemblywoman Griffith
- 1977 : Joey
- 1981 : Paternity : Celia
- 1982 : O'Hara's Wife (en) de William Bartman : Ethel
- 1988 : À fleur de peau (Two Moon Junction) de Zalman King : Delilah
- 1999 : The Sterling Chase de Tanya Fenmore : Grandma Jones (voix)
- 2000 : Sale Môme (The Kid) de Jon Turteltaub : Grand-mère de Kenny